# Dendrochilum microscopicum
Dendrochilum microscopicum är en orkidéart som beskrevs av Johannes Jacobus Smith. Dendrochilum microscopicum ingår i släktet Dendrochilum och familjen orkidéer. Inga underarter finns listade i Catalogue of Life.